# Grupp I i kvalspelet till världsmästerskapet i fotboll 2014 (Caf)
| Nr | Lag            | S | V | O | F | GM | IM | MS | P  |
| -- | -------------- | - | - | - | - | -- | -- | -- | -- |
| 1  | Kamerun        | 6 | 4 | 1 | 1 | 8  | 3  | +5 | 13 |
| 2  | Libyen         | 6 | 2 | 3 | 1 | 5  | 3  | +2 | 9  |
| 3  | Kongo-Kinshasa | 6 | 1 | 3 | 2 | 3  | 3  | 0  | 6  |
| 4  | Togo           | 6 | 1 | 1 | 4 | 4  | 11 | −7 | 4  |

| Hemma \ Borta  | Kamerun | Kongo-Kinshasa | Libyen | Togo |
| Kamerun        | —       | 1–0            | 1–0    | 2–1  |
| Kongo-Kinshasa | 0-0     | —              | 0–0    | 2–0  |
| Libyen         | 2–1     | 0–0            | —      | 2–0  |
| Togo           | 0–3     | 2–1            | 1–1    | —    |

## Matcher
|             | 2 juni 2012 | Kamerun                  | 1 – 0           | Kongo-Kinshasa | Stade Ahmadou-Ahidjo                                      |                                                           |
| 15:30 UTC+1 | 15:30 UTC+1 | Choupo-Moting 54′ (str.) | (0 – 0) Rapport |                | Yaoundé Publik: 10 000 Domare: Daniel Bennett (Sydafrika) | Yaoundé Publik: 10 000 Domare: Daniel Bennett (Sydafrika) |
| 15:30 UTC+1 | 15:30 UTC+1 |                          |                 |                | Yaoundé Publik: 10 000 Domare: Daniel Bennett (Sydafrika) | Yaoundé Publik: 10 000 Domare: Daniel Bennett (Sydafrika) |
| 15:30 UTC+1 | 15:30 UTC+1 |                          |                 |                | Yaoundé Publik: 10 000 Domare: Daniel Bennett (Sydafrika) | Yaoundé Publik: 10 000 Domare: Daniel Bennett (Sydafrika) |

|           | 3 juni 2012 | Togo       | 1 – 1           | Libyen    | Stade de Kégué                                     |                                                    |
| 15:30 UTC | 15:30 UTC   | Damessi 8′ | (1 – 1) Rapport | Zuway 16′ | Lomé Publik: 15 000 Domare: Koman Coulibaly (Mali) | Lomé Publik: 15 000 Domare: Koman Coulibaly (Mali) |
| 15:30 UTC | 15:30 UTC   |            |                 |           | Lomé Publik: 15 000 Domare: Koman Coulibaly (Mali) | Lomé Publik: 15 000 Domare: Koman Coulibaly (Mali) |
| 15:30 UTC | 15:30 UTC   |            |                 |           | Lomé Publik: 15 000 Domare: Koman Coulibaly (Mali) | Lomé Publik: 15 000 Domare: Koman Coulibaly (Mali) |

|             | 10 juni 2012 | Kongo-Kinshasa                  | 2 – 0           | Togo | Stade de Martyrs                                         |                                                          |
| 15:30 UTC+1 | 15:30 UTC+1  | M. Mputu 23′ Mbokani 81′ (str.) | (1 – 0) Rapport |      | Kinshasa Publik: 50 000 Domare: Mohamed Farouk (Egypten) | Kinshasa Publik: 50 000 Domare: Mohamed Farouk (Egypten) |
| 15:30 UTC+1 | 15:30 UTC+1  |                                 |                 |      | Kinshasa Publik: 50 000 Domare: Mohamed Farouk (Egypten) | Kinshasa Publik: 50 000 Domare: Mohamed Farouk (Egypten) |
| 15:30 UTC+1 | 15:30 UTC+1  |                                 |                 |      | Kinshasa Publik: 50 000 Domare: Mohamed Farouk (Egypten) | Kinshasa Publik: 50 000 Domare: Mohamed Farouk (Egypten) |

|             | 10 juni 2012 | Libyen                 | 2 – 1           | Kamerun           | Stade Taïeb Mhiri                                  |                                                    |
| 17:00 UTC+2 | 17:00 UTC+2  | Zuway 6′ Ahniash 90+3′ | (1 – 1) Rapport | Choupo-Moting 15′ | Sfax Publik: 1 000 Domare: Mensur Maeruf (Eritrea) | Sfax Publik: 1 000 Domare: Mensur Maeruf (Eritrea) |
| 17:00 UTC+2 | 17:00 UTC+2  |                        |                 |                   | Sfax Publik: 1 000 Domare: Mensur Maeruf (Eritrea) | Sfax Publik: 1 000 Domare: Mensur Maeruf (Eritrea) |
| 17:00 UTC+2 | 17:00 UTC+2  |                        |                 |                   | Sfax Publik: 1 000 Domare: Mensur Maeruf (Eritrea) | Sfax Publik: 1 000 Domare: Mensur Maeruf (Eritrea) |

|             | 23 mars 2013 | Kamerun               | 2 – 1           | Togo       | Stade Ahmadou-Ahidjo                                      |                                                           |
| 15:30 UTC+1 | 15:30 UTC+1  | Eto'o 41′ (str.), 82′ | (1 – 1) Rapport | Wome 45+1′ | Yaoundé Publik: 30 000 Domare: Djamel Haimoudi (Algeriet) | Yaoundé Publik: 30 000 Domare: Djamel Haimoudi (Algeriet) |
| 15:30 UTC+1 | 15:30 UTC+1  |                       |                 |            | Yaoundé Publik: 30 000 Domare: Djamel Haimoudi (Algeriet) | Yaoundé Publik: 30 000 Domare: Djamel Haimoudi (Algeriet) |
| 15:30 UTC+1 | 15:30 UTC+1  |                       |                 |            | Yaoundé Publik: 30 000 Domare: Djamel Haimoudi (Algeriet) | Yaoundé Publik: 30 000 Domare: Djamel Haimoudi (Algeriet) |

|             | 24 mars 2013 | Kongo-Kinshasa | 0 – 0   | Libyen | Stade de Martyrs                                       |                                                        |
| 15:30 UTC+1 | 15:30 UTC+1  |                | Rapport |        | Kinshasa Publik: 53 500 Domare: William Agbovi (Ghana) | Kinshasa Publik: 53 500 Domare: William Agbovi (Ghana) |
| 15:30 UTC+1 | 15:30 UTC+1  |                |         |        | Kinshasa Publik: 53 500 Domare: William Agbovi (Ghana) | Kinshasa Publik: 53 500 Domare: William Agbovi (Ghana) |
| 15:30 UTC+1 | 15:30 UTC+1  |                |         |        | Kinshasa Publik: 53 500 Domare: William Agbovi (Ghana) | Kinshasa Publik: 53 500 Domare: William Agbovi (Ghana) |

|             | 7 juni 2013 | Libyen | 0 – 0   | Kongo-Kinshasa | Tripoli Stadium                                        |                                                        |
| 17:30 UTC+2 | 17:30 UTC+2 |        | Rapport |                | Tripoli Publik: 35 000 Domare: Joshua Bondo (Botswana) | Tripoli Publik: 35 000 Domare: Joshua Bondo (Botswana) |
| 17:30 UTC+2 | 17:30 UTC+2 |        |         |                | Tripoli Publik: 35 000 Domare: Joshua Bondo (Botswana) | Tripoli Publik: 35 000 Domare: Joshua Bondo (Botswana) |
| 17:30 UTC+2 | 17:30 UTC+2 |        |         |                | Tripoli Publik: 35 000 Domare: Joshua Bondo (Botswana) | Tripoli Publik: 35 000 Domare: Joshua Bondo (Botswana) |

|           | 9 juni 2013 | Togo | 0 – 3   | Kamerun | Stade de Kégué                                                  |                                                                 |
| 15:30 UTC | 15:30 UTC   |      | Rapport |         | Lomé Publik: 20 000 Domare: Rajindraparsad Seechurn (Mauritius) | Lomé Publik: 20 000 Domare: Rajindraparsad Seechurn (Mauritius) |
| 15:30 UTC | 15:30 UTC   |      |         |         | Lomé Publik: 20 000 Domare: Rajindraparsad Seechurn (Mauritius) | Lomé Publik: 20 000 Domare: Rajindraparsad Seechurn (Mauritius) |
| 15:30 UTC | 15:30 UTC   |      |         |         | Lomé Publik: 20 000 Domare: Rajindraparsad Seechurn (Mauritius) | Lomé Publik: 20 000 Domare: Rajindraparsad Seechurn (Mauritius) |

|             | 14 juni 2013 | Libyen                            | 2 – 0           | Togo | Tripoli Stadium                                           |                                                           |
| 18:00 UTC+2 | 18:00 UTC+2  | Saleh 7′ (str.) Amewou 17′ (sjm.) | (2 – 0) Rapport |      | Tripoli Publik: 40 000 Domare: Mohamed Benouza (Algeriet) | Tripoli Publik: 40 000 Domare: Mohamed Benouza (Algeriet) |
| 18:00 UTC+2 | 18:00 UTC+2  |                                   |                 |      | Tripoli Publik: 40 000 Domare: Mohamed Benouza (Algeriet) | Tripoli Publik: 40 000 Domare: Mohamed Benouza (Algeriet) |
| 18:00 UTC+2 | 18:00 UTC+2  |                                   |                 |      | Tripoli Publik: 40 000 Domare: Mohamed Benouza (Algeriet) | Tripoli Publik: 40 000 Domare: Mohamed Benouza (Algeriet) |

|             | 16 juni 2013 | Kongo-Kinshasa | 0 – 0   | Kamerun | Stade de Martyrs                                        |                                                         |
| 15:30 UTC+1 | 15:30 UTC+1  |                | Rapport |         | Kinshasa Publik: 80 000 Domare: Badara Diatta (Senegal) | Kinshasa Publik: 80 000 Domare: Badara Diatta (Senegal) |
| 15:30 UTC+1 | 15:30 UTC+1  |                |         |         | Kinshasa Publik: 80 000 Domare: Badara Diatta (Senegal) | Kinshasa Publik: 80 000 Domare: Badara Diatta (Senegal) |
| 15:30 UTC+1 | 15:30 UTC+1  |                |         |         | Kinshasa Publik: 80 000 Domare: Badara Diatta (Senegal) | Kinshasa Publik: 80 000 Domare: Badara Diatta (Senegal) |

|           | 8 september 2013 | Togo                        | 2 – 1           | Kongo-Kinshasa | Stade de Kégué                            |                                           |
| 15:30 UTC | 15:30 UTC        | Atakora 34′ Aloenouvo 90+2′ | (1 – 0) Rapport | Ebunga 82′     | Lomé Domare: Bouchaib El Ahrach (Marocko) | Lomé Domare: Bouchaib El Ahrach (Marocko) |
| 15:30 UTC | 15:30 UTC        |                             |                 |                | Lomé Domare: Bouchaib El Ahrach (Marocko) | Lomé Domare: Bouchaib El Ahrach (Marocko) |
| 15:30 UTC | 15:30 UTC        |                             |                 |                | Lomé Domare: Bouchaib El Ahrach (Marocko) | Lomé Domare: Bouchaib El Ahrach (Marocko) |

|             | 8 september 2013 | Kamerun     | 1 – 0           | Libyen | Stade Ahmadou-Ahidjo                              |                                                   |
| 15:30 UTC+1 | 15:30 UTC+1      | Chedjou 42′ | (1 – 0) Rapport |        | Yaoundé Domare: Noumandiez Doué (Elfenbenskusten) | Yaoundé Domare: Noumandiez Doué (Elfenbenskusten) |
| 15:30 UTC+1 | 15:30 UTC+1      |             |                 |        | Yaoundé Domare: Noumandiez Doué (Elfenbenskusten) | Yaoundé Domare: Noumandiez Doué (Elfenbenskusten) |
| 15:30 UTC+1 | 15:30 UTC+1      |             |                 |        | Yaoundé Domare: Noumandiez Doué (Elfenbenskusten) | Yaoundé Domare: Noumandiez Doué (Elfenbenskusten) |